# Vive le Douanier Rousseau !
Vive le Douanier Rousseau ! est une chanson du groupe français La Compagnie créole sortie en 1983. 
Daniel Vangarde en est l'auteur ainsi que le producteur.

## Thème
Ses paroles célèbrent un monde exotique ressemblant à celui des Jungles du peintre Henri Rousseau, dit « le douanier Rousseau »,.

## Histoire de la chanson
La Compagnie créole est un groupe fondé en 1975. Dans les premiers albums, les chansons sont interprétées en créole. Ils sortent en 1982 le titre en français C’est bon pour le moral qui est un succès. Ils sont alors sollicités pour représenter la France à l'Eurovision en 1983. Daniel Vangarde compose le morceau Vive le Douanier Rousseau ! et le groupe accepte de participer avec ce morceau à la présélection française pour le concours de l'Eurovision. Finalement, le groupe n'arrive que deuxième sur les 14 candidats et c'est Guy Bonnet qui est sélectionné pour représenter la France. Le 23 avril 1983, lors du Concours Eurovision de la chanson à Munich, Guy Bonnet décroche la 8e place sur 20 pays avec sa chanson Vivre. Pour autant, Vive le Douanier Rousseau ! sort et se place dans les meilleurs places des hits, à la différence du titre  Vivre,.

## Dans la culture
Vive le Douanier Rousseau ! fait partie en 2016 de la bande originale du film Apnée.